# دورا ماداراس
دورا ماداراس (مجاری: Dóra Madarász؛ زادهٔ ۳ سپتامبر ۱۹۹۳) بازیکن تنیس روی میز زن اهل مجارستان است.
وی در مسابقات کشوری و بین‌المللی در مجموع برندهٔ ۱ مدال نقره، ۴ مدال برنز شده‌است.